# Farfadet (Q7)
El Farfadet (Q7) fue el primer submarino de su clase construido para la Marina francesa a principios del siglo XX. Era del tipo Maugas. El Farfadet se hundió accidentalmente en julio de 1905 en Bizerta con la pérdida de 14 hombres de su tripulación; dos hombres sobrevivieron. Posteriormente fue reflotado y rebautizado como Follet. Fue dado de baja en noviembre de 1913.

## Hundimiento

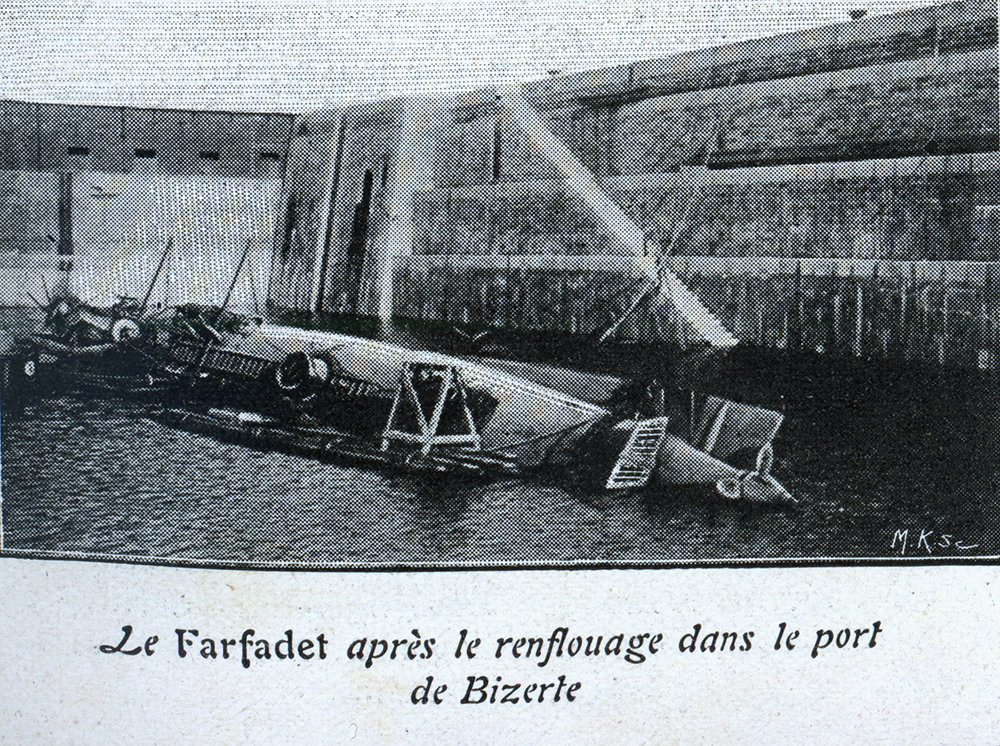
El Faradet reflotado en 1905.

### SegúnThe Times
El periódico The Times del 7 de julio de 1905 informa de que, en un crucero rutinario tras abandonar el puerto de Sidi Abdullah en el Túnez francés, el Farfadet, que se dirigía a su puerto base de Bizerte en Túnez, intentó sumergirse con una "claraboya" (escotilla) mal cerrada. El oficial de guardia intentó cerrarla a la fuerza y luego, por error, intentó abrirla y volver a cerrarla de golpe. El submarino ya se había sumergido; la fuerza del agua obligó a la escotilla a bajar en una posición oblicua de la que no se movería. Cuando el submarino se sumergió, la escotilla se desplazó completamente y el capitán de guardia salió despedido de su puesto por la fuerza del agua. Cuatro marineros de proa murieron ahogados, y el peso del agua en la sección inundada de proa hizo que el Farfadet se sumergiera y se hundiera en línea recta, donde quedó encallado en el lodo del fondo del puerto.

### Versión alternativa
El pionero de los submarinos, John P. Holland, escribió en How To Fly Like a Bird (1906) que el Farfadet se había movido de tal manera que su tanque de lastre se había hundido, sumergiendo una escotilla abierta. Lo mismo le ocurrió al británico A8, que al tratar de esquivar a un arrastrero giró sobre sí mismo, sumergiendo su torre de mando e inundándose, "salvo que en el caso [del Farfadet] se produjo un cambio de velocidad o inclinación que hizo que el agua de su tanque parcialmente lleno se desplazara hacia su extremo delantero, provocando así que el centro de gravedad común del barco, y el agua de sus tanques, se desplazaran lo suficiente hacia delante como para obligar a la parte delantera del barco a sumergirse". Esta inesperada maniobra, combinada con su velocidad, forzó la parte superior de su torreta a hundirse y se llevó a bordo suficiente agua como para enviarlo al fondo".

## Intento de rescate y salvamento
El Times del 7 de julio de 1905 recoge que a las 9 de la mañana del 7 de julio, los buzos llegaron al Farfadet y comprobaron que la tripulación respondía a los golpes. Se enrollaron cuatro cables de acero alrededor del submarino para preparar la llegada de un pontón de 20 toneladas y una grúa de la compañía Hersen. A las 15.20 horas se izó el buque y su parte de popa rompió el agua para poder abrir las esclusas y renovar el aire interior para la tripulación superviviente. A continuación se intentó encallar el submarino en aguas poco profundas, pero a las 12.45 de la mañana siguiente se rompió la grúa y el submarino volvió al fondo del puerto. Los esfuerzos por recuperarlo, en los que participó el vapor francés Audax, fueron en vano.
El 15 de julio de 1905, el Farfadet fue izado mediante un dique flotante y remolcado hasta el puerto de Sidi Abdallah. Esa noche comenzaron los trabajos de retirada de los cadáveres. Los cuatro del compartimento de proa habían muerto en el acto, los ocho de popa al romperse la grúa. Se descubrió que los marineros habían intentado taponar los orificios de ventilación con sus túnicas. Se encontraron otros dos cadáveres en medio del barco.
Se descubrió que el ácido sulfúrico de los acumuladores (baterías) del motor se había combinado con el agua de mar para crear ácido clorhídrico, que había corroído los instrumentos y los cuerpos e imposibilitado los trabajos de recuperación hasta que se instalaron ventiladores en la popa del buque. El último miembro de la tripulación murió tras permanecer atrapado 32 horas. Ocho de los 14 tripulantes eran bretones.